# 休·戈西克
休·戈西克（英語：Sue Gossick，1947年11月12日—），美国女子跳水运动员。她曾代表美国参加1964年和1968年夏季奥林匹克运动会跳水比赛，其中1968年夏季奥运会获得一枚金牌。